# Aureliano Torres
Aureliano Torres Román (ur. 16 czerwca 1982 w Luque) – paragwajski piłkarz występujący najczęściej na pozycji lewego obrońcy lub pomocnika, obecnie zawodnik meksykańskiej Toluki.